# Piaski (Stalowa Wola)
Osiedle Piaski – osiedle w Stalowej Woli, położone w północno-wschodniej części miasta, pomiędzy ulicą Traugutta, linią PKP i lasem. Linia PKP oddziela Piaski od sąsiedniego osiedla Rozwadów. 
Piaski leżą na niskim terenie. Nazwa osiedla pochodzi od gleb piaskowych, które są tutaj powszechnie występujące. Prawdopodobnie piaski są pochodzenia rzecznego lub stanowią pozostałość polodowcową. Do XVI lub XVII wieku płynęła tu rzeka San. Rzeka podczas zmiany koryta nanosiła duże ilości piasku.
Przed II wojną światową Piaski były słabo zaludnionym osiedlem, a domy położone były tuż za torami kolejowymi, otoczone lasem i łąkami. Po wojnie osiedle gwałtownie się rozbudowało. W 1974 roku obszar ten włączono do Stalowej Woli (należał on wcześniej do Rozwadowa). Dzisiejsze Piaski to typowe osiedle mieszkaniowe domków jednorodzinnych.